# Adrian Bjelkendal Haaranen
Adrian Bjelkendal Haaranen, född 7 mars 1998, är en svensk fotbollsspelare som spelar för Sandvikens AIK.

## Karriär
Bjelkendal Haaranen började spela fotboll i Brynäs IF. Som 14-åring gick han till Gefle IF. I februari 2016 skrev Bjelkendal Haaranen på ett ungdomskontrakt med klubben. Bjelkendal Haaranen gjorde sin Superettan-debut den 7 april 2017 i en 5–2-förlust mot IFK Värnamo, där han blev inbytt i den 88:e minuten mot Albin Lohikangas.
I augusti 2017 lånades Bjelkendal Haaranen ut till IFK Luleå. I juli 2018 lånades han ut till Hudiksvalls FF. Den 14 april 2019 gjorde Bjelkendal Haaranen två mål för Gefle IF i en 3–0-vinst över Rynninge IK. Den 30 mars 2021 meddelade Gefle IF att Bjelkendal Haaranen lämnade klubben.
Den 1 april 2021 blev Bjelkendal Haaranen klar för spel i Sandvikens AIK.